# Palauische Sprache
Palauisch (auch Belauisch, Selbstbez. a tekoi er a Belau) ist eine austronesische Sprache, die auf Palau sowie in Teilen Guams gesprochen wird. Die Sprache hat etwa 15.000 Sprecher.

## Klassifikation
Palauisch gehört innerhalb der austronesischen Sprachen zur west-malayo-polynesischen Gruppe. Es ist neben Chamorro die einzige Sprache dieser Gruppe, die in Mikronesien gesprochen wird. In der west-malayo-polynesischen Gruppe hat Palauisch keine nahen Verwandten und kann somit als isolierte Sprache innerhalb dieser Familie angesehen werden.

## Geschichte

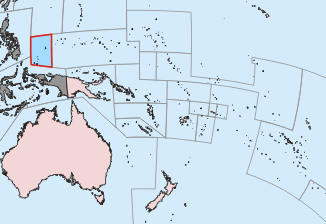
Lage Palaus

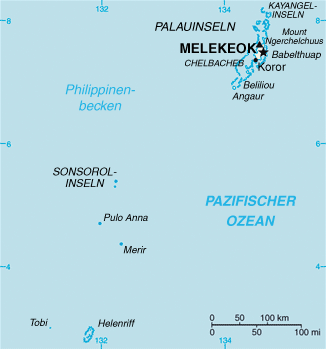
Palau

Um etwa 1000 v. Chr. wurde Palau besiedelt. Die seit dem 16. Jahrhundert immer wieder wechselnden Besetzungen der Insel durch die Spanier, Deutschen, Japaner und US-Amerikaner haben die Sprache bis auf einige Lehnwörter kaum beeinflusst. Ein Lehnwort aus dem Deutschen, das sich erhalten hat, ist „chausbéngdik“ (auswendig).

### Offizieller Status
Palauisch ist neben Englisch die Amtssprache der Republik von Palau und wird in Teilen Guams gesprochen, wo es allerdings nicht zu den offiziell anerkannten Sprachen zählt. Palauisch hat rund 15.000 Sprecher.

### Dialekte und Soziolekte
Dialektvariation ist in Palauisch nur in sehr geringem Maße vorhanden.

## Phonetik und Phonologie

### Lautsystem
Das Lautinventar des Palauischen ist mit zehn Konsonanten und sechs Vokalen im Vergleich zu anderen austronesischen Sprachen (z. B. Fiji: 20 Konsonanten, fünf Vokale) relativ klein. In der Lautverteilung gibt es einige Besonderheiten.

### Konsonanten
|                        | bilabial | bilabial | dental | dental | alveolar | alveolar | velar | velar | glottal | glottal |
| ---------------------- | -------- | -------- | ------ | ------ | -------- | -------- | ----- | ----- | ------- | ------- |
| stl.                   | sth.     | stl.     | sth.   | stl.   | sth.     | stl.     | sth.  | stl.  | sth.    |         |
| Plosive                |          | b        | t̪      | d̪      |          |          | k     |       | ʔ       |         |
| Nasale                 |          | m        |        |        |          |          |       | ŋ     |         |         |
| Flap                   |          |          |        |        |          | ɾ        |       |       |         |         |
| Frikative              |          |          |        |        | s        |          |       |       |         |         |
| laterale Approximanten |          |          |        |        |          | l        |       |       |         |         |

### Vokale
|         | vorne | zentral | hinten |
| hoch    | i     |         | u      |
| zentral | ɛ     | ə       |        |
| tief    |       | a       |        |

Die Vokale des Palauischen haben nur wenige Allophone. Die Phoneme [ə] und [e] sind kontrastiv, d. h., sie können im selben Kontext vorkommen. Die Vokallänge ist im Palauischen ein distinktives Merkmal, das Worte voneinander abgrenzt. Lange Vokale werden als Gleitlaute artikuliert: [i:] und [e:] werden als [y]-Gleitlaut gesprochen, [u:] und [o:] als [w]-Gleitlaut.
delek   [dəlekʰ ]  'mein Nagel'  (von deel [dεyl] Nagel)
delek   [delekʰ ]  'mein Bauch’  (von diil [ðiyl] 'Bauch')
buuch  [buwʔə]  'Betelnuss'
chiis  [ʔiys]  'Flucht'

### Wortakzent
Der Wortakzent liegt bei mehrsilbigen Worten ohne Suffix im Allgemeinen auf der vorletzten Silbe. Bei suffigierten Formen verschiebt sich der Wortakzent auf das Suffix.

### Lautverteilung
Obwohl Palauisch einen stimmhaften bilabialen Laut /b/ besitzt, ist das stimmlose Gegenstück /p/ nicht vorhanden. Nach Kriterien des Markiertheitsansatzes ist dies ungewöhnlich: /p/ ist unmarkierter als /b/ und daher der eher zu erwartende Laut. Wenn also einer dieser Laute fehlt, so sollte es das /b/ sein. Das Fehlen des stimmlosen bilabialen Plosivs kann aber durch den Lautwandel von Proto-Austronesisch (PAN) /*p/ zu Palauisch /w/ erklärt werden. PAN /*b/ hingegen hat sich nicht verändert und bleibt auch in Palauisch als /b/ erhalten.
Auch bei Nasalen fehlt das weniger markierte Segment: es gibt /ŋ/, aber nicht /n/. Diese Lücke im Lautsystem wird durch die Lautveränderung von PAN /*n/ zu Palauisch /l/ erklärt. Die wenigen vorhandenen Beispiele für [n] sind nach Flora (1974) Allophone des zugrunde liegenden /ŋ/.

### Allophone
Der Lateral, der Tap, der Frikativ sowie der glottale Plosiv haben im Palauischen keine Allophone. Auch bei den anderen Phonemen gibt es lediglich geringe allophonische Variation. Der dentale Plosiv /d/ hat die Allophone d, ð, t, θ], die abhängig von umgebenden Lauten an Wortanfang sowie -Ende und je nach Sprachgeschwindigkeit auftreten. Der velare Plosiv /k/ wird zwischen zwei Vokalen stimmhaft (z. B. ngikei [ngigəi] 'Fisch'). Am Wortende werden die dentalen und velaren Plosive aspiriert: dakt [ðaktʰ] 'Angst'. Der Nasal /ŋ/ wird dental, wenn er vor t, d, s, r steht sowie vor Lehnwörtern aus dem Japanischen oder Englischen. In allen anderen Kontexten wird er velar artikuliert.

### Lautkluster
Palauisch lässt einige ungewöhnliche Konsonantenkluster (Kombinationen von Konsonanten) zu. Teilweise haben sich diese Kluster durch historischen Wegfall von Vokalen gebildet. Wortinitial gibt es beispielsweise folgende Kluster: /kp, θp, pk, km, pŋ/; wortfinale Kluster können wie folgt aussehen: /tp, kp, pθ, md, bl/, z. B. kbokb [kpokp] 'Wand'. Unmögliche Konsonantenkluster sind Kombinationen aus Dentalen und /l/ sowie jegliche Kombinationen mit dem glottalen Plosiv /ʔ/. Auch Vokalkluster treten im Palauischen häufig auf. In Vokalklustern bekommt einer der Vokale des Klusters den Wortakzent, obwohl es in einigen Fällen auch vorkommen kann, dass beide Vokale unbetont bleiben, z. B. eanged [yaŋəð] 'Himmel', sechelei [səʔəlεy] 'Freund'.

### Reduplikation
Es gibt zwei Arten von Reduplikation, die im Palauischen besonders produktiv sind. Typ I ist eine Stammreduplikation, die jedoch das Segment am rechten Rand weglässt. Typ II ist eine Ca-Reduplikation, die den initialen Konsonanten des Wortstammes kopiert und als Standard-Vokal ein /e/ anfügt. Typ II-Reduplikation kann auch an bereits durch Typ I reduplizierten Stämmen operieren, Typ I-Reduplikation hingegen kann nur an unreduplizierten Stämmen angewendet werden. Durch die wiederholte Reduplikation wird die Bedeutung nicht weiter verändert. Die reduplizierten Formen unterliegen zusätzlich einer Reihe von phonologischen Prozessen, u. a. Vokalreduktion oder Verschiebung des Wortakzents. Eine detaillierte Analyse hierzu gibt Flora (1974).
Reduplikation kann im Palauischen an Nomen und Verben operieren, allerdings ist sie in der Gegenwartssprache nur an Verben produktiv. Prinzipiell können sowohl Zustands- als auch Aktionsverben redupliziert werden. Es ist aber nicht vorhersagbar, ob ein Stamm redupliziert wird oder nicht.
- Nominale Reduplikation: chatu 'Rauch’  > chetechat 'Nebel'

- Verbale Reduplikation:

Typ I:
medakt 'Angst haben'  > medekdakt 'irgendwie Angst haben'
meduch 'begabt’ > medecheduch 'sehr begabt'
Typ II:
dekimes 'nass sein' > dedekimes 'irgendwie nass sein'
smecher 'krank sein' > sesmecher 'irgendwie krank sein'
Typ II & Typ I:
medakt > mededekdakt
meduch > mededecheduch
Veränderung der Wortbedeutung durch Reduplikation: Im Allgemeinen bewirkt die Reduplikation eine Abschwächung in der Wortbedeutung, bei wenigen Worten auch eine Verstärkung der Bedeutung. Es gibt eine Gruppe von Zustandsverben, die das resultierende Zustandsinfix -e- sowie das antizipierende Zustandssuffix -e enthalten und die ihre Bedeutung auf eher unübliche Weise verändern: die reduplizierten Verben verweisen auf Zustände, die durch unvollständige bzw. inadäquate Durchführung einer Aufgabe hervorgerufen werden, z. B. ngeltachel 'geputzt’ wird durch Reduplikation zu ngengeltachel 'oberflächlich geputzt'. Bei reziproken Verben ist die Reduplikation optional und bewirkt zudem für die Mehrheit der Sprecher keine Bedeutungsänderung (Vgl. kedakt bzw. kadekdakt 'einander fürchten').

### Weitere phonologische Prozesse
Die Liquide können in verschiedenen Wortpositionen Sequenzen bilden. /r/ wird dann zum Vibranten. Des Weiteren werden /m, ŋ, l, r/ zu silbischen Konsonanten, wenn sie am Wortbeginn vor anderen Konsonanten stehen. Die einzige Ausnahme dazu ist das Kluster /ml/ (siehe mlai [mlay] 'Kanu').
Generell sind Metathese und verschiedene Vokalveränderungen häufig auftretende Prozesse.

## Grammatik
Palauisch gehört zu den agglutinierenden Sprachen, d. h., Worte werden hauptsächlich durch Hinzufügen von Affixen gebildet. Die wichtigsten Wortklassen in Palauisch sind Nomen (inklusive Pronomen) sowie Verben, die viele Adjektivfunktionen übernehmen.
Der Partikel a leitet alle Nominal- und Verbalphrasen ein (jedoch keine Pronomina und Demonstrativa). Er steht unabhängig von der syntaktischen Funktion der Phrasen direkt vor der einzuleitenden Phrase.

### Morphologie

#### Nomen
Palauisch macht eine klare Unterscheidung zwischen menschlichen und nicht-menschlichen Nomen. Das kommt in der Personenmarkierung zum Tragen: menschliche Nomen bilden den Plural mit dem Präfix re- bzw. r-, bei nicht-menschlichen Nomen gibt es keinen morphologisch sichtbaren Plural.
Definitheit wird Nomen in Palauisch durch Einleitung mit dem Spezifizierer er zugewiesen. Im Zusammenhang mit menschlichen Nomen ist der Spezifizierer obligatorisch, es gibt keine indefinite Interpretation. Wenn der Spezifizierer fehlt, dann wird der Satz nur mit imperfektiven Verben auch als indefinit verstanden, perfektive Verben implizieren immer ein spezifisches Objekt. Bei nicht-menschlichen ermöglicht er eine Singular-Plural-Unterscheidung. Wird der Spezifizierer verwendet, wird das Nomen als spezifisch und im Singular interpretiert; wird er weggelassen, ist die Bedeutung mehrdeutig: Es kann sich um ein unspezifisches Nomen im Singular oder um ein spezifisches Nomen im Plural handeln.
Beispiele:
| A neglekek                        | a medakt | a derumk. |
| Kind-POSS (1.P Sg)                | fürchten | Donner.   |
| 'Mein Kind hat Angst vor Donner.' |          |           |

| A neglekek                            | a medakt | er   | a derumk. |
| Kind-POSS (1.P Sg)                    | fürchten | SPEZ | Donner.   |
| 'Mein Kind hat Angst vor dem Donner.' |          |      |           |

| Ak                             | ousbech  | er   | a bilas | er   | a klukluk. |
| Ich                            | brauchen | SPEZ | Boot    | SPEZ | morgen.    |
| 'Ich brauche morgen das Boot.' |          |      |         |      |            |

| Ak                                         | ousbech  | a bilas | er   | a klukluk. |
| Ich                                        | brauchen | Boot    | SPEZ | morgen.    |
| 'Ich brauche morgen ein Boot / die Boote.' |          |         |      |            |

Possessivformen sind die einzigen Suffixe, die an nominale Stämme gebunden werden können. Die Possessiv-Nomen werden in drei Gruppen unterteilt: inalienabel, d. h. unabtrennbar possessive Nomen, alienabel possessive Nomen und Nomen, die niemals als Possessivform auftauchen, sondern die Possession über eine Possessivphrase ausdrücken.
- Inalienabel possessive Nomen: Zu dieser Gruppe gehören Körperteile von Menschen und Tieren, Verwandtschaftsbeziehungen, Teil-Ganzes-Beziehungen sowie einige andere Possessiv-Beziehungen (ultil 'sein Abdruck'). Allerdings sind nicht automatisch alle Wörter dieser Kategorien inalienabel possessiv. Possessive Nominalphrasen können nochmals possiviert werden: bkul a chimak 'mein Ellbogen'.
  - Die Teil-Ganzes-Beziehung und sonstige Possessiv-Beziehungen funktionieren normalerweise nur mit der 3. Person Singular. Ihnen folgt dann meistens ein spezifizierendes oder identifizierendes Nomen (z. B. ultil a oach 'Fußabdruck').
  - Das Possessiv-Nomen uchul 'sein Stamm (Baum), sein Grund' ist als eigenständiges, nicht-possessives Nomen reinterpretiert worden, das wiederum eine Possessivform mit einer abgewandelten Bedeutung hat: uchulel 'Anfang, Ursprung, Vorfahren'.
  - Eine kleine Gruppe von Nomen, die sich auf Vorlieben, Abneigungen, Fähigkeiten und Verpflichtungen beziehen, wird nicht als inalienabel possessiv klassifiziert, diese Nomen kommen trotzdem nur als possessive Formen vor, z. B. soak 'meine Vorliebe':

| Ng                                                     | soak                   | a biang. |
| PRON                                                   | Vorliebe-POSS (1.P Sg) | Bier.    |
| 'Ich mag Bier.' (wörtlich: 'Meine Vorliebe ist Bier.') |                        |          |

- Alienabel possessive Nomen bilden die größte Gruppe. Dazu gehören auch einige Lehnwörter, die sich so stark an die Struktur des Palauischen angepasst haben, dass sie ebenfalls Possessivsuffixe erlauben:

chim  'Hand' > chimal  'ihre/seine Hand'
katuu  'Katze'  > katungel 'ihre/seine Katze'
- Die letzte Gruppe sind die Nomen, die keine Possessivsuffixe nehmen. Das sind vorrangig Lehnwörter englischen, japanischen oder anderen Ursprungs (z. B. sidosia 'Auto', rrat 'Fahrrad') sowie Wörter palauischen Ursprungs, die Tiere, Pflanzen und Teile der Natur bezeichnen (lbolb 'Wolf', chelechol 'Strand'). Um mit einem Possessor assoziiert werden zu können, werden diese Nomen in eine Possessivphrase integriert, die den Spezifizierer er enthält: sidosia er a Siabal 'japanisches Auto'.

Morphologisch korrespondieren die Possessivsuffixe mit den Vollformen der Pronomen. Wie bei den Pronomen kann die 3. Person Plural nur mit menschlichen Nomen verwendet werden, deshalb fungiert auch bei den Suffixen die 3. Person Singular als Singular- und Pluralform für nicht-menschliche Nomen.
Übersicht über die Possessivsuffixe:
|           | Singular             | Plural                                  |
| --------- | -------------------- | --------------------------------------- |
| 1. Person | -ek; -uk; -ik; -ak   | -ed; -ud; - id; -ad (inkl) /-am (exkl.) |
| 2. Person | -em; -um; -im; -am   | -iu                                     |
| 3. Person | -el; -ul; - il; - al | -ir                                     |

Abhängig vom Stamm des Nomens gibt es vier verschiedene Paradigmen, die sich jeweils durch den Vokal des Suffixes unterscheiden. Diese Vokalalternation taucht in allen Singularformen sowie bei der 1. Person Plural (inklusiv) auf. Flora (1974) unterteilt die Paradigmen abhängig von der Quelle des Vokals: der Vokal kann thematisch sein (Paradigma 1) oder seltener ein stammfinaler Vokal (Paradigma 2-4), der nur mit Suffixen auftaucht und ansonsten wortfinal wegfällt.
Das Auftauchen des thematischen Vokals /e/ ist im Vergleich zu den Vokalen aus den anderen Paradigmen genau vorhersagbar. Dem Paradigma 1 folgen auch einige Lehnwörter wie tebel ‘Tisch’.
Am Beispiel von dakt ‘Angst’:
|           | Singular | Plural          |
| --------- | -------- | --------------- |
| 1. Person | dektek   | dekted / dektam |
| 2. Person | dektem   | dektiu          |
| 3. Person | dektel   | dektir          |

Für die Nomen der Paradigmen 2–4 gibt es laut Flora (1974) zugrunde liegende wortfinale Vokale, deren Artikulation durch phonetische Beschränkungen unterdrückt wird. Diese Analyse belegt Flora damit, dass Verben diesbezüglich ein analoges Verhalten aufweisen. Beispiele für diese Paradigmen:
Paradigma 2: bad  'Stein' >  beduk 'mein Stein' etc.
Paradigma 3:  ker  'Frage' >  kerik  'meine Frage' etc.
Paradigma 4:  mad  'Augen' > medak 'meine Augen' etc.
Welche Stämme welchem dieser Paradigmen folgen, lässt sich nicht vorhersagen. So gibt es Beispiele für Homophone, die verschiedene Possessivformen haben:
chur 'Lachen' > cherik 'mein Lachen'
chur 'Zunge' > churak 'meine Zunge'
chur 'Rippe eines Kokosnusswedels’ > churul 'seine Rippe eines Kokosnusswedels'
Possessivformen unterliegen einer Reihe von Vokalalternationen. Ein häufiger Prozess ist die Vokalreduktion, die in unbetonten Silben auftritt. Da sich der Wortakzent auf das Suffix verschiebt, werden die Silben des Stammes unbetont und viele Vokale dadurch reduziert. Die Ausnahme bilden dabei vor allem Nomen, die den Vokal [i] beinhalten und die zu Körperteilen gehören. In extremen Fällen kann es zur Vokaltilgung kommen. Weitere Phänomene sind die Vokalkürzung und die Kürzung von Vokalklustern.

#### Pronomen
- Vollformen

Pronomen kommen als eigenständige Vollformen sowie als Suffixe vor. Bei den Vollformen wird zwischen emphatischen und nicht-emphatischen Pronomen unterschieden:
|                           | Nicht-Emphatisch | Emphatisch |
| ------------------------- | ---------------- | ---------- |
| 1. Person Singular        | ak               | ngak       |
| 2. Person Singular        | ke               | kau        |
| 3. Person Singular        | ng               | ngii       |
| 1. Person Plural inklusiv | kede             | kid        |
| 1. Person Plural exklusiv | aki              | keman      |
| 2. Person Plural          | kom              | kemiu      |
| 3. Person Plural          | te               | tir        |

Emphatische Pronomen sind immer betont, die nicht-emphatischen dagegen nie. Welche Pronomen verwendet werden, ist kontextgebunden und u. a. davon abhängig, ob die wiedergegebene Information neu oder bereits bekannt ist. Emphatische Pronomen in Subjektposition verlangen, dass die Verbphrase mit dem Wort a eingeleitet wird. In koordinierenden Nominalphrasen können nur emphatische Pronomen verwendet werden.
Bei Subjektverschiebung fungieren die nicht-emphatischen Pronomen als Spur, d. h., sie stehen in der Position in der sich das Subjekt vor der Verschiebung befunden hat. Im Allgemeinen gibt es durch die Subjektverschiebung keine Bedeutungsveränderung. Generell kann ein Satz ohne verschobenes Subjekt aber so verstanden werden, dass neue und unerwartete Information vermittelt wird, während Sätze mit Subjektverschiebung erwartete Informationen kommunizieren.
- Pronominale Affixe

Pronomen können als Suffixe an Verben gebunden werden, sie operieren dann als Objektpronomen, z. B. cholebedak 'schlägt mich'. Diese Form setzt sich aus cholebed-, dem perfektiven Stamm des Verbs mengelebed 'schlagen', und dem daran suffigierten Pronomen zusammen.
|           | Singular | Plural                    |
| --------- | -------- | ------------------------- |
| 1. Person | -ak      | -id (inkl) / -emam (exkl) |
| 2. Person | -au      | -emiu                     |
| 3. Person | -ii      | -terir                    |

Hypothetische Pronomen werden in Kontexten verwendet, in denen Handlungen nicht real vorhanden sind aber angenommen werden, z. B. Aufforderungen oder Vorschläge. Hypothetische Verbformen setzen sich aus einem pronominalen Präfix und dem Verbstamm zusammen. Die 2. und 3. Personen Singular und Plural fallen bei hypothetischen Pronomen zusammen. Abhängig vom Verb hat jedes Pronomen drei bis sieben verschiedene Varianten.
|                   | melim 'trinken' |
| ----------------- | --------------- |
| 1. Person Sg      | kulim           |
| 2. Person Sg/Pl   | chomolim        |
| 3. Person Sg/Pl   | lolim           |
| 1. Person Pl inkl | dolim           |
| 1. Person Pl exkl | kimolim         |

#### Verben
- Tempus: Palauisch hat die drei Tempusformen Präsens, Präteritum und Futur. Verben müssen mit wenigen Ausnahmen immer einen Verbmarker binden. Diesen Verbmarker klassifiziert Georgopoulous als Realismarker, da er zum Beispiel nicht bei hypothetischen Verbformen vorkommt. Der Verbmarker kann ein Präfix sein, zum Beispiel me- in mesuub 'lernen', oder ein Infix wie -m- in smecher 'krank sein'. Wenn der Verbstamm mit b beginnt, dissimiliert me- zu o-, zusätzlich verwenden auch einige anderen Verben o-, zum Beispiel oker 'fragen'.
  - Im Präsens erhalten Verben nur den Verbmarker und evtl. Aspektmarkierung. Präteritum wird abhängig vom Verbtyp unterschiedlich ausgedrückt: Aktionsverben binden ein zusätzliches Affix, dessen Form vom Verbmarker abhängt; Zustandsverben bilden die Vergangenheit durch Voranstellen des Hilfsverbs mle 'war' vor das Hauptverb. Das gilt auch für Aktionsverben, die Lehnwörter sind und sich somit strukturell stark von palauischen Verben unterscheiden. Futur wird durch Voranstellen des Auxiliars mo 'gehen' vor das Hauptverb gebildet.
- Aspekt: Eine perfektiv-imperfektiv Unterscheidung wird nur für transitive Verben gemacht. Imperfektive Verben bestehen aus drei Morphemen: dem Verbmarker, dem Imperfektivmarker und dem Verbstamm. Perfektive Verben setzen sich aus dem Verbmarker, dem Verbstamm und dem Objektpronomen zusammen.
- Person: Die Person scheint nur an Verben markiert zu werden, die affigierte Pronomen binden (z. B. perfektive Verben).
- Nominalderivation: Das Präfix kl(e)- wird normalerweise an einfache Zustandsverben gebunden, kann aber auch an komplexeren Verben operieren, so zum Beispiel an Reziprok-Verben, kasoes 'einander sehen' wird durch das Präfix zu klasoes 'eine Beziehung miteinander haben'. Das Präfix kann auch an Nomen gebunden werden, die dann eine abstraktere Bedeutung bekommen: klengalek 'Kindheit’ von ngalek 'Kind'.
- Verbtypen: Das Palauische hat eine Vielzahl an Verbtypen, von denen der größte und wichtigste die Gruppe der transitiven Aktionsverben ist.
  - Zustandsverben können aus gebundenen oder freien Stämmen bestehen. Zustandsverben haben zwei verschiedene Vergangenheitsformen mit distinkten Bedeutungen: entweder verwenden sie das Auxiliar mle 'war' oder das Infix -il-. Verben mit -il- verhalten sich wie Aktionsverben oder Ereignisse. Viele Verben können auch beide Vergangenheitsmarker gleichzeitig verwenden, dies resultiert allerdings mit wenigen Ausnahmen nicht in einer distinkten Bedeutung.
    - Viele Zustandsverben werden mit den Präfixen beke- und seke- gebildet. Diese Präfixe werden aber immer unproduktiver, da ihre Verwendung insbesondere im Sprachgebrauch von jungen Sprechern stark zurückgeht. Die Präfixe beschreiben eine häufig vorkommende Aktivität, zum Beispiel sekerael 'viel reisen'.
    - Zustandsverben können auch als Nomen fungieren, zum Beispiel die Verben kall 'Essen', ilumel 'Getränk, suobel 'Hausaufgaben' werden nur als Nomen verwendet; selokel 'Wäsche, muss gewaschen werden' kann als Nomen und Verb verwendet werden.

  - Kausative Verben haben die Präfixe ome(k)- und ol(e)-. Das durch die Kausativpräfixe entstehende Verb ist immer transitiv. Kausative Verben haben imperfektive, perfektive und hypothetische Formen. Einige kausative Verben mit ome(k)- können von Nomen abgeleitet werden, sie bezeichnen dann eine Handlung, in die das Nomen einbezogen wird: bar 'Decke' wird zu omekbar 'etwas/ jmd. mit einer Decke bedecken'. Es gibt eine kleine Zahl an Verbstämmen, die mit beiden Kausativpräfixen gebunden werden können. Dies führt zu einer differenzierten Bedeutung, die oft auch die Intentionalität einer Handlung miteinbezieht.
  - Reziproke Verben beschreiben zwei Personen, die einen Effekt aufeinander ausüben, das Subjekt ist in dieser Konstruktion immer im Plural. Die Verben werden mit den Präfixen kai-, kau-, kaiue-, ke-, ka-, cha- und dem Stamm eines transitiven Aktions- oder seltener eines Zustandsverbs gebildet, zum Beispiel olengeseu 'helfen' bildet das reziproke Verb kaingeseu 'einander helfen'. Reziproke Verben verhalten sich wie Zustandsverben, ihre Vergangenheitsform wird mit dem Hilfsverb mle gebildet. Wenn Verben eine Kausativform erlauben, lässt sich aus dieser meist auch die Form des reziproken Verbs ableiten.
    - Die Funktion der Gegenseitigkeit kann erweitert werden: Stämme von intransitiven Aktionsverben bezeichnen mit dem Reziprok-Präfix Handlungen von zwei oder mehr Personen, die gemeinsam in Gruppe ausgeführt werden. Diese Funktion kann auch der Abschwächung bestimmter Befehle oder Vorschläge gelten und macht diese höflicher. Die Verwendung von ka- gefolgt von einer hypothetischen Form suggeriert, dass Sprecher und Angesprochener gleichermaßen in Entscheidungsprozess involviert sind: Kamolim a kerum! 'Lass uns deine Medizin nehmen!'

  - Direktionale Verben: Am wichtigsten in dieser Gruppe sind die drei Verben mo 'gehen', eko 'gehen' und me 'kommen'. Eko ist sehr spezifisch: es beschreibt Bewegung vom Sprecher oder einer dritten Partei zur angenommenen momentanen, vergangenen oder zukünftigen Lokalität des Angesprochenen. Mo ist in seiner Bedeutung nicht so stark eingeschränkt: es bezeichnet Bewegung von irgendjemandem weg vom Ort des Sprechers und Hörers. Einige wenige Verben können nur nach direktionalen Verben auftreten, zum Beispiel mo merek 'beenden'. Flektiert wird dabei nur das direktionale Verb. Die Vergangenheitsformen von mo und me werden durch Einsetzen des Infixes -l- nach dem wortinitialen m- gebildet; bei eko wird das Infix -il- zum Präfix.

### Syntax

#### Wortstellung
Bei der Frage nach der Wortstellung im Palauischen sind sich die Linguisten uneinig. Josephs (1975) plädiert für die Abfolge Subjekt-Verb-Objekt; der Nachteil seiner Theorie ist, dass fast jeder Satz erst nach vielen Satzgliedbewegungen dem tatsächlichen Output entspricht. Hinzu kommt, dass Josephs viele Phänomene mit der von ihm vorgeschlagenen Wortstellung nicht erklären kann. Waters (1980) schlägt daher die zugrunde liegende Stellung Verb-Objekt-Subjekt vor und argumentiert, dass Josephs (1975) Passivstruktur eigentlich eine Topikalisierung ist. Diese Struktur ist letztlich auch für die häufige Erststellung des Subjekts verantwortlich.

#### Grundsatztypen
- Gleichstellende Sätze benötigen kein Verb.

| A Droteo             | a sensei. |
| Droteo               | Lehrer.   |
| 'Droteo ist Lehrer.' |           |

- Transitive und intransitive Sätze:

| A Toki                                | a mo  | er   | a skuul. |
| Toki                                  | gehen | SPEZ | Schule.  |
| 'Toki geht zur Schule.' (intransitiv) |       |      |          |

| A Droteo                                       | a mla mengat | a ngikel. |
| Droteo                                         | war räuchern | Fisch.    |
| 'Droteo hat den Fisch geräuchert.' (transitiv) |              |           |

- Imperfektive und perfektive Sätze:

| A ngalek                           | a milenga         | a ngikel. |
| Kind                               | essen(IMPF) – VGH | Fisch.    |
| 'Das Kind hat den Fisch gegessen.' |                   |           |

| A ngalek                              | a killii          | a ngikel. |
| Kind                                  | essen(PERF) – VGH | Fisch.    |
| 'Das Kind hat den Fisch aufgegessen.' |                   |           |

- Fragesätze:

Da die Wortstellung in Fragesätzen und affirmativen Sätzen identisch ist, sind sie lediglich durch die Intonation oder durch vorkommende Fragewörter (z. B. tenga 'wer') zu unterscheiden.
| Ng                     | techa | a mlo     | er   | a skuul? |
| PRON (3.P Sg)          | wer   | gehen-VGH | SPEZ | Schule?  |
| 'Wer ging zur Schule?' |       |           |      |          |

Wird nach dem Objekt gefragt, besetzt das Fragewort die Objektposition. Bezieht sich die Frage auf mehrere Personen, kommt das Fragewort außerdem zweimal vor und wird durch me 'und' verbunden.
| Ke                                            | milsa     | a techa | me  | a techa | er   | a party? |
| PRON (2.P Sg)                                 | sehen-VGH | wer     | und | wer     | SPEZ | Party?   |
| 'Wen (Plural) hast du auf der Party gesehen?' |           |         |     |         |      |          |

- Negation:

Nahezu alle negierten Sätze werden mit dem negierenden Verb diak 'ist nicht, existiert nicht', einem intransitiven Zustandsverb, gebildet. Die Vergangenheitsform von diak ist dimlak. Sie entsteht durch die Metathese von mle und diak.
| A ngelekek             | a smecher.  |
| Kind-POSS (1.P Sg)     | krank sein. |
| 'Mein Kind ist krank.' |             |

| A ngelekek                   | a diak     | lsecher.                  |
| Kind-POSS (1.P Sg)           | nicht sein | HYP(3.P Sg) – krank sein. |
| 'Mein Kind ist nicht krank.' |            |                           |

Das Verb oder das Nomen, das dem Negationsverb direkt folgt, erhält das (reduzierte) Präfix eines hypothetischen Pronomens. Diak selbst hat ebenfalls eine hypothetische Form: lak, dessen Vergangenheitsform ist lemlak. Diak verbindet sich auch mit anderen Morphemen, z. B. dirkak 'noch nicht, noch nie':
| Ng                                      | dirkak     | kunguiu             | er   | a hong. |
| PRON (3.P Sg)                           | noch nicht | HYP(1.P Sg) – lesen | SPEZ | Buch.   |
| 'Ich habe das Buch noch nicht gelesen.' |            |                     |      |         |

Bei Antworten auf Fragen wird das Negationsverb mit der 3. Person Singular des nicht-emphatischen Pronomens ng verwendet.
| A Droteo                          | a mlo     | er   | a skuul? |         |
| Droteo                            | gehen-VGH | SPEZ | SPEZ     | Schule? |
| 'Ist Droteo zur Schule gegangen?' |           |      |          |         |

| Ng            | dimlak.         |
| PRON (3.P Sg) | nicht sein-VGH. |
| 'Nein.'       |                 |

## Schrift
Das Alphabet umfasst die Buchstaben a, b, ch (der glottale Plosiv), d, e, i, k, l, m, ng (der velare Nasal), o, r, s, t und u. Des Weiteren werden die japanischen Katakana verwendet.
Lange Vokale werden – mit Ausnahme von a – durch Doppelbuchstaben dargestellt; gleiches gilt für Sequenzen von r und l.

## Sätze und Redewendungen
Im Folgenden werden einige Sätze und Redewendungen mit deutscher Übersetzung aufgeführt.
| Palauisch                    | Deutsch             |
| ---------------------------- | ------------------- |
| Alii!                        | Hallo!              |
| Ungil tutau.                 | Guten Morgen.       |
| Ungil sueleb.                | Guten Nachmittag.   |
| Ungil kebesengei.            | Guten Abend.        |
| A ngklek a ___.              | Ich heiße ___.      |
| Ng techa ngklem?             | Wie heißt Du?       |
| Ke ua ngerang?               | Wie geht es Dir?    |
| Ak mesisiich.                | Mir geht es gut.    |
| Ak chad er a ___.            | Ich komme aus ___.  |
| Belau                        | Palau               |
| Merikel                      | USA                 |
| Ingklis                      | England             |
| Siabal                       | Japan               |
| Sina                         | China               |
| Ke chad er ker el beluu?     | Wo kommst Du her?   |
| Ke mlechell er ker el beluu? | Wo bist Du geboren? |

| Palauan                  | English                      |
| ------------------------ | ---------------------------- |
| Ak mlechell er a ___.    | Ich bin in ___ geboren.      |
| Ng tela a rekim?         | Wie alt bist Du?             |
| Ng ___ a rekik.          | Ich bin ___ Jahre alt.       |
| Ng tela a dengua er kau? | Was ist Deine Telefonnummer? |
| A dengua er ngak a ___.  | Meine Telefonnummer ist ___. |
| Ke kiei er ker?          | Wo wohnst Du?                |
| Ak kiei er a ___.        | Ich wohne in ___.            |
| Chochoi.                 | Ja.                          |
| Ng diak.                 | Nein.                        |
| Adang.                   | Bitte.                       |
| Sulang.                  | Danke.                       |
| Ke mo er ker?            | Wohin gehst Du?              |
| Mechikung.               | Auf Wiedersehen.             |
| Meral ma sulang!         | Vielen Dank!                 |
| A klebokel el bung       | Hübsche Blume.               |

## Forschung
Die erste Grammatik des Palauischen entstand während der deutschen Herrschaft auf Palau. Diese Arbeit vom römisch-katholischen Bischof Walleser (1911) verwendeten Linguisten bis in die 1980er Jahre als Referenz für ihre Arbeiten über Palauisch.
Unter den aktuelleren Arbeiten zu Palauisch ist die Referenzgrammatik von Josephs die ausführlichste Darstellung des Palauischen, obwohl Josephs Analyse der Syntax zu oberflächlich und dadurch fehlerhaft ist. Darüber hinaus gibt es viele Arbeiten zu lautlichen Prozessen in Palauisch sowie zur Morphologie und Syntax. Eine ausführliche Liste der Arbeiten zu Palauisch ist in den Weblinks zu finden.